# Au pays du bonheur
Au pays du bonheur est une série télévisée documentaire portant sur différents pays ou différentes populations qui sont réputés pour avoir un haut niveau de bonheur. Elle est animée par Marc-André Carignan et est diffusée à l'antenne de la chaîne franco-canadienne Unis TV en 2021.

## Synopsis
Cette série s'intéresse à ce qui rend les gens heureux dans différents pays à travers le monde. Partant du rapport mondial sur le bonheur des Nations unies, l'animateur Marc-André Carignan se rend dans certaines villes ou certains pays et y rencontre des gens pour connaître leur définition du bonheur. À travers ses voyages, il découvre aussi le contexte socio-économique, la culture et les initiatives citoyenne, municipales ou régionales qui promeuvent le bien-être et la qualité de vie de la population. Il essaie de comprendre ce qui fait qu'on retrouve dans ces pays une grande concentration de gens avec, collectivement, un niveau de bonheur très élevé. Plusieurs tentent d'expliquer leur situation en parlant de l'importance de certains facteurs dans leur bonheur : les liens familiaux et sociaux, la liberté d'expression, la qualité de l'environnement, la conjugaison adéquate entre travail et vie personnelle ou encore un contexte politique stable et la présence d'un filet social.

## Épisodes
À chaque épisode Marc-André Carignan se retrouve dans un nouveau pays ou une nouvelle région du monde pour y découvrir la «culture du bonheur».
1. Costa Rica
2. Taïwan
3. Mexique
4. Australie - Melbourne
5. Panama
6. États-Unis - Portland
7. Canada - Vancouver

## Anecdotes
Le tournage a dû être écourté en raison de la Pandémie de Covid-19 de 2020. Initialement, il était prévu de visiter quelques pays européens qui se retrouvent années après années en tête de liste du rapport mondial sur le bonheur des Nations unies comme la Finlande, le Danemark ou la Norvège mais en raison de la crise et des restrictions sanitaires, l'équipe de tournage n'a pas pu se rendre dans ces pays pour le moment. Le tournage devrait se poursuivre lorsque la crise sera terminée.